# Leyes estequiométricas

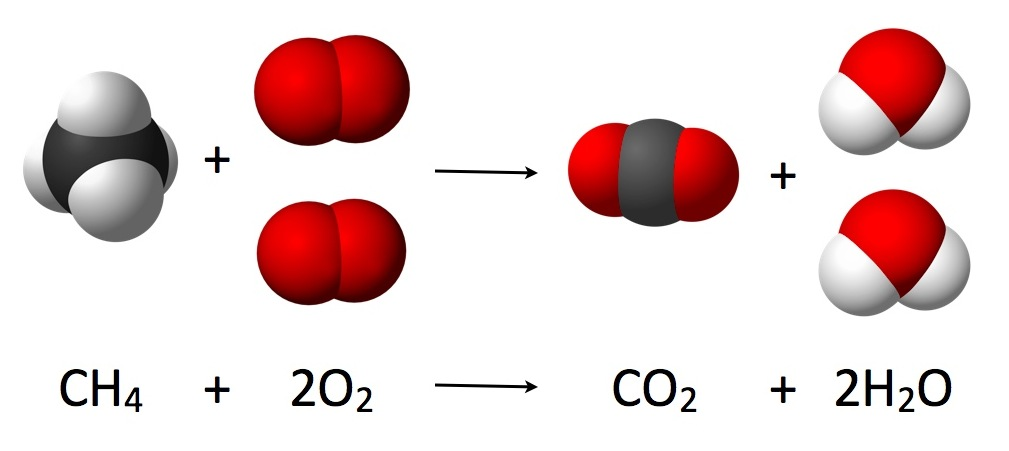
Representación visual de la ley de conservación de la masa. Debe haber el mismo número de átomos de cada elemento para los reactivos y los productos.

Las leyes estequiométricas forman parte de la historia de la química y fueron propuestas antes de la teoría atómica de Dalton y de los conceptos de mol y fórmula molecular. Expresan relaciones de masa de elementos en un compuesto químico o de reactivos y productos en una reacción química. 

## Leyes ponderales o gravimétricas

### Ley deLavoisiero de conservación de la masa
En toda reacción química o física se conserva la masa, es decir, la masa total de los reactivos es igual a la masa total de los productos. La ley de conservación de la masa, enunciada por Lavoisier en 1789, es una de las leyes fundamentales en todas las ciencias naturales. En esta ley se asume la conservación de la identidad de los elementos químicos, que resulta indispensable en el balanceo de ecuaciones químicas.

### Ley deProusto de las proporciones constantes
En 1799, J. L. Proust llegó a la conclusión de que, para generar un compuesto determinado, dos o más elementos químicos se unen entre sí, siempre en la misma proporción ponderal (del latín pondus,ponderis: casos nominativo y genitivo de peso). con el paso del tiempo va generando las partículas para incrementar la masa.
Una aplicación de la ley de Proust es en la obtención de la denominada composición centesimal de un compuesto, es decir el porcentaje ponderal que dentro de la molécula representa cada elemento.

### Ley deDaltono de las proporciones múltiples
Puede ocurrir que varias masas de un elemento se puedan combinar con una misma masa de otro elemento (caso no previsto en la ley de Proust). En 1808, Dalton concluyó que las masas variables guardan una relación sencilla, es decir, expresable mediante un cociente de números enteros pequeños. Esta ley le llevó a Dalton a desarrollar su modelo atómico.

### Ley deRichtero de las proporciones equivalentes o recíprocas
En 1792, Richter concluyó que, si dos elementos se combinan con una cierta masa fija de un tercero, la relación entre sus masas al combinarse con este será idéntica a la relación de sus masas al combinarse entre sí. Esta ley llevó al desarrollo de la noción de equivalente.

### Ley deGay-Lussaco de los volúmenes de combinación
A diferencia de las anteriores, esta ley propuesta por Gay-Lussac en 1809 relaciona los volúmenes de los gases intervinientes en una reacción química. La ley de los volúmenes de combinación establece que, en una reacción en la que la temperatura y la presión son constantes, los volúmenes de todos los gases que participan en ella guardan entre sí una relación sencilla. Por ejemplo, Gay-Lussac descubrió que 2 volúmenes de hidrógeno y 1 volumen de oxígeno que reaccionan forman 2 volúmenes de vapor de agua. Esta ley le llevó a Avogadro a desarrollar su hipótesis.